# 2e Wing tactique
Le 2e Wing tactique (2de Tactische Wing, en néerlandais) est une escadre de la composante air de l'armée belge basée à Florennes.
C'est l'un des deux Wing de chasse de la composante air, l'autre étant le 10e Wing tactique basé à Kleine Brogel. Il opère avec des F-16 Fighting Falcon.

## Historique
Cette formation est créée en 1947.
Le 19 septembre 2019, un F-16 appartenant au 2e Wing tactique et participant à un exercice s'écrase à proximité du village de Pluvigner.

## Escadrilles
[Quand ?]
Le 2e Wing tactique est composé des 1re et 350e escadrilles de F-16.
En mai 2023, la 2e escadrille est réactivé pour prendre en charge à partir de 2024 quatre drones MQ-9B SkyGuardian et deux stations de contrôle